# Celosterna ritsema
Celosterna ritsema là một loài bọ cánh cứng trong họ Cerambycidae.